# Звитяга: Савур-Могила
«Звитяга: Савур-Могила»  — український комікс виданий в 2015 році. Перший комікс про події російсько-української війни Бої за Савур-Могилу (2014).

## Сюжет
Савур-Могила — сакральне місце безкрайнього українського степу. Століттями через неї проходила умовна межа, що відокремлює світ вільних людей від земель ординського рабства. Тут саме час раз по раз починало свій новий виток. 
У гарячі дні серпня 2014-го рука долі вирвала з теплого насидженого місця і закинула сюди людину, яка, здавалося б, не могла потрапити на цю війну. І знову, через сторіччя, історія повторить свій урок.